# Завод суперфосфату у Вангареї
Завод суперфосфату у Вангареї — підприємство хімічної промисловості на Північному острові Нової Зеландії.
В 1965-му компанія New Zealand Farmers Fertiliser, що діяла через Farmers Fertiliser, запустила у Вангареї завод з виробництва суперфосфату. 
Технологія виробництва цього добрива передбачає обробку фосфоритів сульфатною кислотою, яку продукували на самому майданчику в обсягах до 297 тонн на добу. Зазвичай новозеландські суперфосфатні заводи імпортували необхідну для виробництва кислоти сірку, втім, майданчик у Вангареї міг отримувати її з розташованого неподалік нафтопереробного заводу у Марсден-Пойнт, який почав роботу в тому ж 1964-му (та діяв до 2021-го).
В 1985-му New Zealand Farmers Fertiliser переменували в Fernz Corporation, а в 1998-му вона продала Farmers Fertiliser іншому виробнику добрив BOP  Fertiliser (мала суперфосфатний завод у Маунт-Мангануї). У 2001-му BOP Fertiliser, Farmers Fertiliser  та ще дві придбані BOP Fertiliser компанії, які володіли заводами добрив у Аваруа та Капуні, об’єднали у Ballance Agri-Nutrients Limited.
В 2013-му виробництво суперфосфату та сульфатної кислоти у Вангареї припинили, проте майданчик певний час ще продовжував займатись гранулюванням сірки.